# Gli ultimi giorni di Pompei (film 1913)
Gli ultimi giorni di Pompei è un film del 1913 diretto da Eleuterio Rodolfi e prodotto dalla Società Anonima Ambrosio.
È il secondo film tratto dal romanzo Gli ultimi giorni di Pompei (1834) di Edward Bulwer-Lytton, dopo il cortometraggio del 1908, sempre prodotto dalla Ambrosio.

## Trama

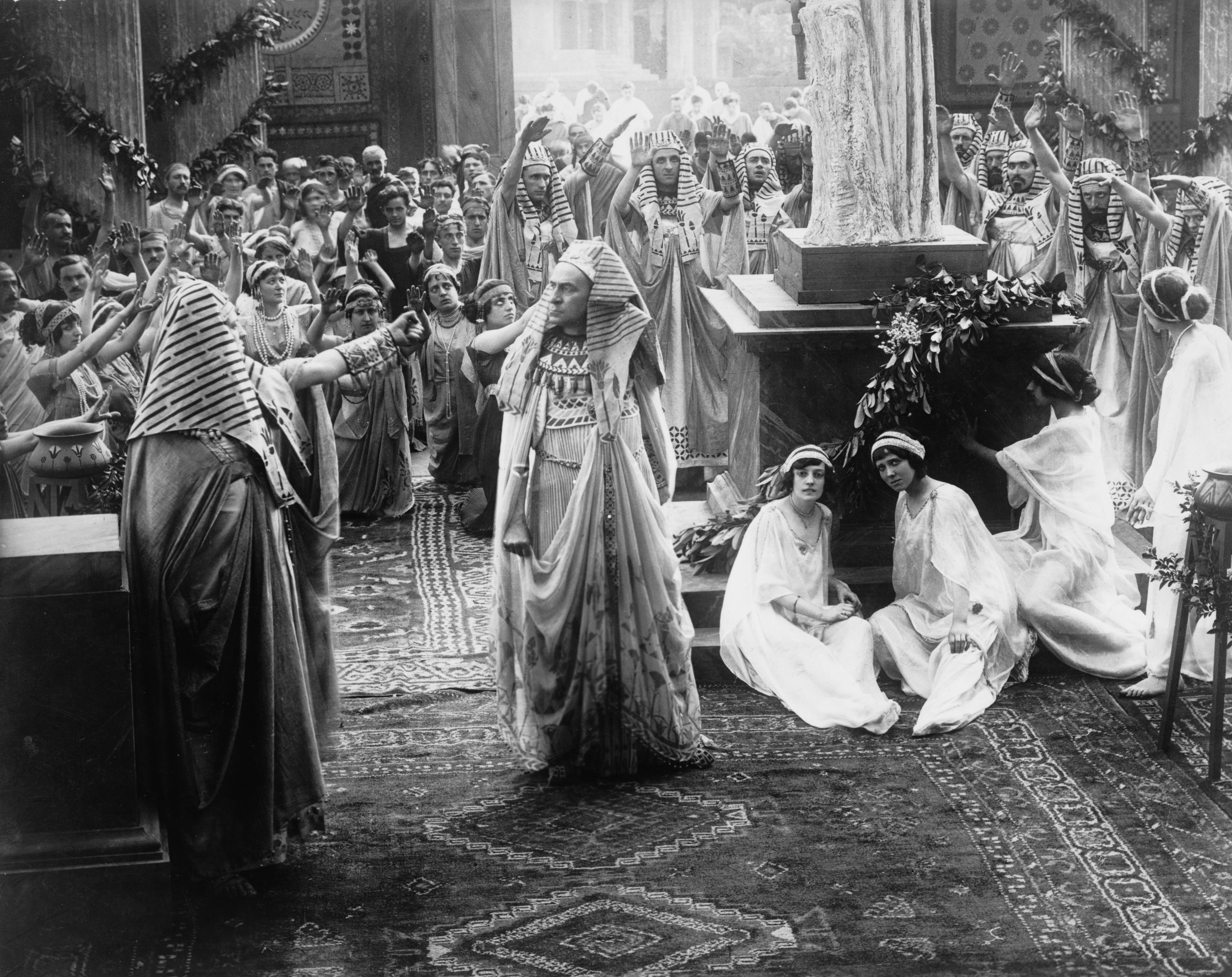
Una scena del film

Preso da passione per la bella Jone, il sacerdote egizio Arbace fa impazzire con un filtro l'innamorato della ragazza, che viene condannato a perire nell'arena. L'eruzione del vulcano farà riunire i due giovani che riusciranno a salvarsi.

## Produzione
Il film fu prodotto dalla Società Anonima Ambrosio. 
Alcune fonti danno erroneamente Mario Caserini come regista o sceneggiatore, ma all'epoca era impegnato nella società Gloria Film, di cui fu anche fondatore, rivale dell'Ambrosio. In realtà Caserini tentò di girare nello stesso anno una sua versione di Gli ultimi giorni di Pompei, ma dovette rinunciare nonostante avesse già filmato alcune scene presso l'Arena di Verona . 
Sempre in quel 1913, a conferma della grande concorrenza dell'epoca fra case cinematografiche, fu prodotto dalla Pasquali Film un altro film basato sullo stesso romanzo, Jone o Gli ultimi giorni di Pompei. 
Così scriveva nel 1951 Maria Adriana Prolo in merito: «la riduzione del popolare romanzo di Lytton Bulwer Gli ultimi giorni di Pompei causò uno dei primi seri attriti fra case cinematografiche che la storia ricordi. Da mesi l’ “Ambrosio” in tutta segretezza preparava tale film che doveva essere, con il secondo e il terzo della serie patriottica La lampada della nonna e Le campane della morte, un’affermazione importante della casa. Ancor prima di girarlo era già stato venduto alla “Photodrama & C.” di Chicago; la riduzione cinematografica fatta da Arrigo Frusta era costata mille lire. A un certo momento, la casa “Ambrosio” viene a sapere che altre due case torinesi all’inizio del 1913 stanno realizzando a Torino lo stesso film: la “Gloria” che dopo aver affittato l’Arena di Verona e comprato un intero serraglio abbandonerà l’idea; e la “Pasquali”, su commissione dei noleggiatori milanesi Vay e Hubert, che avevano posto un solo patto a Pasquali, uscire prima di Ambrosio a tutti i costi, per poter giungere in America prima e sfruttarvi la grande pubblicità che già s’era fatta. Pasquali riuscì a girare il film in ventotto giorni e la sua riduzione, se non raggiunse le rifiniture e lo splendore scenografico dell’Ambrosio, ebbe maggior vivezza di recitazione» .
Nel film compare quello che fu il primo attore nero del cinema italiano: il francese Jean Fall nel ruolo di Sosia.

## Distribuzione
Il film uscì nelle sale italiane il 24 agosto 1913, distribuito dalla Giuseppe Barattolo. Negli USA, venne distribuito dalla Kleine Optical Company  (con il nome George Kleine Attractions).

### Data di uscita
IMDb
- Francia	maggio 1913
- Germania	agosto 1913
- USA	13 agosto 1913
- Italia	24 agosto 1913
- Paesi Bassi	settembre 1913
- Svezia	20 settembre 1913
- UK	6 ottobre 1913
- Giappone	1922
- Spagna 1996 VHS

Alias
- The Last Days of Pompeii	UK / USA
- De laatste dagen van Pompeï	Paesi Bassi (titolo informale letterale)
- Die letzten Tage von Pompeji	Germania
- Les Derniers jours de Pompei	Francia
- Los últimos días de Pompeya	Spagna
- Ostatnie dni Pompei	Polonia (imdb display title)
- Pompejis sista dagar	Svezia